# Rochester Lancers
I Rochester Lancers furono una squadra di calcio statunitense di Rochester (New York) attivi dal 1967 al 1969 nella lega nota come ASL II (American Soccer League II) e, dal 1970 al 1980, anno del loro scioglimento, nella NASL, della quale furono i campioni nel 1970.
Dal 1970 al 1980, il periodo della NASL, la squadra giocò all'Holleder Memorial Stadium di Rochester.

## Storia
La squadra venne fondata nel 1967 ed iscritta all'American Soccer League. I Lancers giunsero alla finale dell'edizione 1968, persa contro i Washington Darts.
Nella stagione 1970 i Lancers, che si erano spostati nella North American Soccer League, si aggiudicarono il torneo battendo i Darts.
Durante quella stagione, due giocatori dei Lancers furono vittime di un brutto episodio di razzismo: il 9 agosto 1970 dopo una partita persa in casa degli Atlanta Chiefs, Gladstone Ofori contestò l'operato dell'arbitro. Mentre discuteva con il direttore di gara, Ofori fu afferrato per il collo da un ufficiale di polizia che lo minacciò dicendogli: "Ragazzo, bada a come parli, sei in Georgia!".
La situazione degenerò anche per l'intervento del compagno di squadra e connazionale Frank Odoi, tanto che l'ufficiale arrivò a chiamare una trentina di soldati della Guardia Nazionale della Georgia. Solo grazie all'intervento del dirigente dei Lancers Charles Schiano, che temette anch'egli d'essere ingiustificatamente arrestato come i suoi giocatori, che minacciò l'intervento dell'ex senatore Kenneth Keating, poterono tutti evitare l'arresto e lasciare incolumi Atlanta.
I Lancers parteciparono alla CONCACAF Champions' Cup 1971, unica franchigia della NASL a partecipare alla massima competizione nordamericana per club, chiudendo la coppa al quarto posto della fase finale del torneo.
Nel luglio 1975 viene ceduto ai N.Y. Cosmos l'attaccante inglese Tommy Ord per 75.000$, cifra record per una operazione di mercato tra due franchigie della NASL.

## Allenatori
- Roman Kucil (1967)
- George Baker (1968)
- Frank Pike /  Jimmy Koerner (1969)
- Alex Perolli (1970)
- Charles Schiano (1970)
- Sal DeRosa (1970-1971)
- Adolfo Gori (1972)
- Sal DeRosa (1973)
- Bill Hughes /  John Petrossi (1974)
- Theodore Dumitru (1974-1975)
- Dragan Popović (1976-1979)
- Ray Klivecka /  Alex Perolli (1980)

## Calciatori
- Calciatore dell'anno: 1970, 1971 (Carlos Metidieri)
- Prime scelte per il team All Stars:
  - 1970 (Carlos Metidieri, Charlie Mitchell)
  - 1971 (Carlos Metidieri, Manfred Seissler, Peter Short)
  - 1972 (Peter Short)
- Seconde scelte per il team All Stars:
  - 1970 (Bob Di Luca)
  - 1971 (Francisco Escos, Charlie Mitchell)
  - 1972 (Francisco Escos, Carlos Metidieri)
  - 1973 (Francisco Escos)
  - 1975 (Charlie Mitchell, Tommy Ord)
  - 1977 (Mike Stojanović)

## Palmarès
- Campionato NASL: 1

1970